# Comocritis
Comocritis is een geslacht van vlinders van de familie stippelmotten (Yponomeutidae).

## Soorten
- C. albicapilla S. Moriuti, 1974
- C. circulata Edward Meyrick, 1918
- C. constellata Edward Meyrick, 1909
- C. cyanobactra Edward Meyrick, 1922
- C. enneora Edward Meyrick, 1914
- C. heliconia Edward Meyrick, 1933
- C. nephelista Edward Meyrick, 1914
- C. olympia Edward Meyrick, 1894
- C. pieria Edward Meyrick, 1906
- C. pindarica Edward Meyrick, 1924
- C. praecolor Edward Meyrick, 1914
- C. thespias Edward Meyrick, 1909
- C. uranias Edward Meyrick, 1909